# Општина Александровац
Општина Александровац је општина у Расинском округу. Према подацима са последњег пописа 2022. године у општини је живело 22.069 становника (према попису из 2011. било је 26.522 становника).

## Географија
Насељена места општине Александровац су градско насеље
- Александровац

који је и седиште општине, и сеоска насеља
| - Бзенице - Боботе - Ботурићи - Братићи - Велика Врбница - Веља Глава - Венчац - Витково - Вражогрнци - Вранштица - Врбница - Гаревина - Горња Злегиња - Горње Ратаје | - Горњи Вратари - Горњи Ступањ - Грчак - Дашница - Доброљупци - Доња Злегиња - Доње Ратаје - Доњи Вратари - Доњи Ступањ - Дренча - Јелакци - Кожетин - Козница - Латковац | - Лаћислед - Лесеновци - Лесковица - Љубинци - Мрмош - Новаци - Пањевац - Парчин - Плеш - Плоча - Поповци - Пуховац - Ракља - Ржаница | - Рогавчина - Рокци - Руденице - Стањево - Старци - Стрменица - Стубал - Суботица - Тржац - Трнавци - Тулеш - Шљивово |

## Становништво
Према попису из 2011. године општина има 26.522 становника.

### Национални састав становништва општине по попису 2011. године
| Етнички састав према попису из 2011.‍ | Етнички састав према попису из 2011.‍ | Етнички састав према попису из 2011.‍ | Етнички састав према попису из 2011.‍ | Етнички састав према попису из 2011.‍ |
| ------------------------------------ | ------------------------------------ | ------------------------------------ | ------------------------------------ | ------------------------------------ |
|                                      |                                      |                                      |                                      |                                      |
| Срби                                 | Срби                                 |                                      | 25.682                               | 96,83%                               |
| Роми                                 | Роми                                 |                                      | 84                                   | 0,32%                                |
| Црногорци                            | Црногорци                            |                                      | 23                                   | 0,09%                                |
| Македонци                            | Македонци                            |                                      | 10                                   | 0,04%                                |
| Хрвати                               | Хрвати                               |                                      | 8                                    | 0,03%                                |
| Бугари                               | Бугари                               |                                      | 7                                    | 0,03%                                |
| Југословени                          | Југословени                          |                                      | 6                                    | 0,02%                                |
| Албанци                              | Албанци                              |                                      | 5                                    | 0,02%                                |
| Руси                                 | Руси                                 |                                      | 3                                    | 0,1%                                 |
| Румуни                               | Румуни                               |                                      | 2                                    | 0,01%                                |
| Буњевци                              | Буњевци                              |                                      | 1                                    | 0,01%                                |
| Муслимани                            | Муслимани                            |                                      | 1                                    | 0,01%                                |
| Словенци                             | Словенци                             |                                      | 1                                    | 0,01%                                |
| остали                               | остали                               |                                      | 9                                    | 0,03%                                |
| неизјашњени                          | неизјашњени                          |                                      | 71                                   | 0,27%                                |
| непознато                            | непознато                            |                                      | 609                                  | 2,30%                                |

### Верски састав становништва општине по попису 2011. године
| Верски састав‍       | Верски састав‍       | Верски састав‍ | Верски састав‍ | Верски састав‍ |
| ------------------- | ------------------- | ------------- | ------------- | ------------- |
|                     |                     |               |               |               |
| Православци         | Православци         |               | 25.591        | 96,49%        |
| Католици            | Католици            |               | 19            | 0,07%         |
| Муслимани           | Муслимани           |               | 15            | 0,06%         |
| Протестанти         | Протестанти         |               | 8             | 0,03%         |
| атеисти и агностици | атеисти и агностици |               | 28            | 0,11%         |
| остали              | остали              |               | 1             | 0,01%         |
| неизјашњени         | неизјашњени         |               | 100           | 0,38%         |
| непознато           | непознато           |               | 698           | 2,63%         |

## Галерија
- Манастир Руденица
- Манастир Дренча